# Giovanni Mariotti (scrittore)

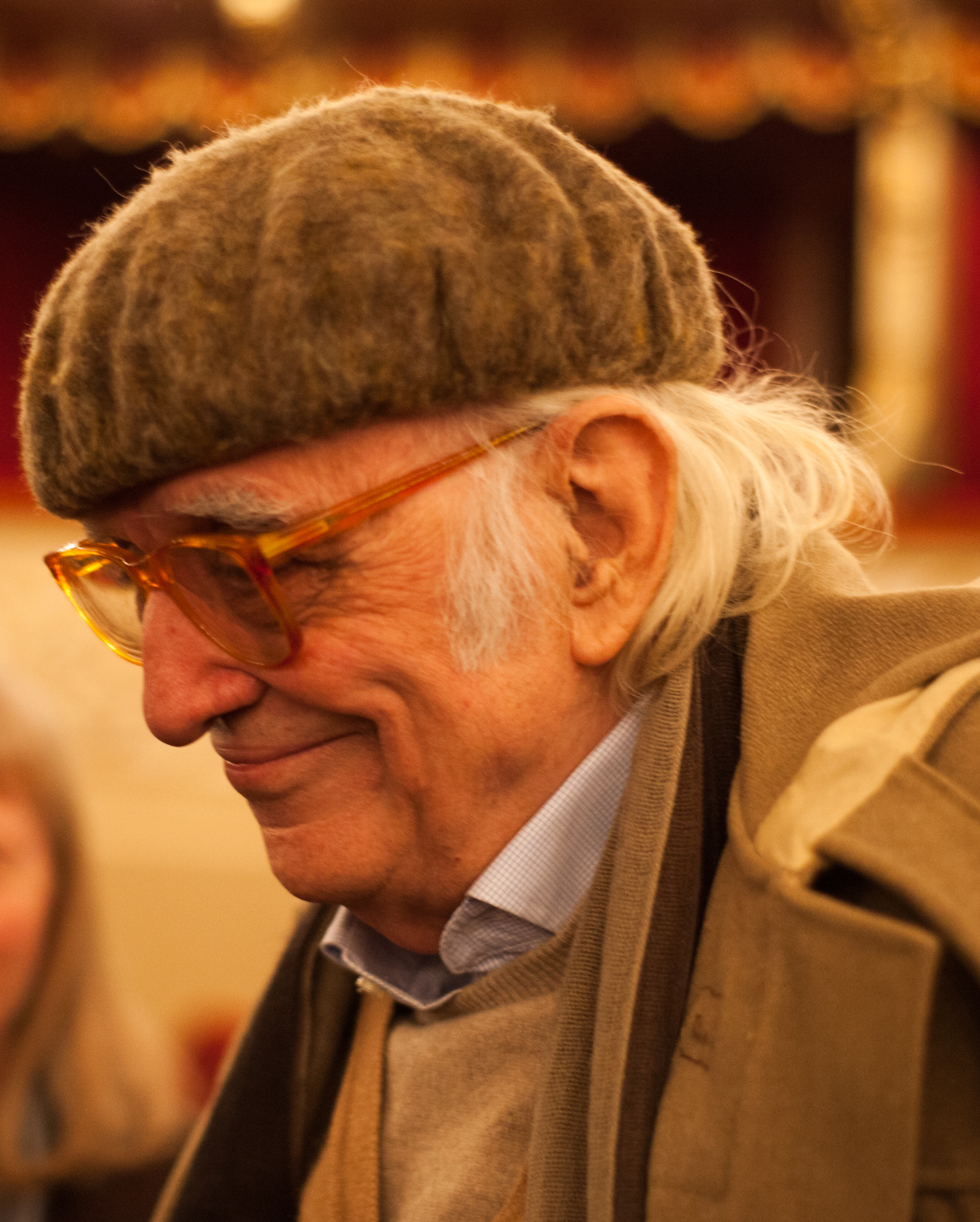
Giovanni Mariotti, scrittore

Giovanni Mariotti (Pietrasanta, 20 gennaio 1936) è uno scrittore, traduttore e saggista italiano.

## Biografia
Nato a Pietrasanta, in Versilia, nel 1936, vive e lavora a Milano.
Ha lavorato per parecchi anni presso svariate case editrici (per l'editore Franco Maria Ricci ha curato la celebre Biblioteca blu) e testate giornalistiche (attualmente contribuisce alle pagine culturali del Corriere della Sera). Dal 1994 al 1997 ha presieduto la giuria tecnica del Premio Chiara.
Traduttore dal francese, è autore di numerosi saggi, racconti e romanzi tra i quali si segnalano Storia di Matilde, vincitore del Premio Chianti e acclamato dalla critica  e Il bene che viene dai morti, vincitore del Premio Bagutta nel 2012 ex aequo con Gianfranco Calligarich.
Nel 2001 con il libro Creso ha vinto il Premio Procida-Isola di Arturo-Elsa Morante.

## Opere

### Narrativa
- A., Parma, F.M. Ricci, 1974
- Amori a tre, Milano, Mondadori, 1979
- Butroto: un'avventura di Uc de la Bacalaria, Milano, Feltrinelli, 1984 Finalista al Premio Bergamo[7]
- Matilde, Milano, Anabasi, 1993; nuova ed. ampliata Storia di Matilde, Milano, Adelphi, 2003
- Re Candaule, Milano, Anabasi, 1993
- Lazzaro, o Le tribolazioni di un risorto, Milano, Mondadori, 1997
- Musica nella casa accanto, Milano, Mondadori, 1999
- Creso, Milano, Feltrinelli, 2001
- Le rovine di Segrate, Milano, Le Vespe, 2002
- Storia di Alì, Venezia, Marsilio, 2005
- (con Fabrizio Puccinelli) Gabbie: il «romanzo» di due compagni di banco, Venezia, Marsilio, 2006
- Il bene che viene dai morti, Milano, Et al., 2011
- I Dracula timidi : romanzo d'appendice, Milano, Et al., 2011
- L'amore lungo, Milano, Et al., 2012
- La carpa del sogno, Fontanellato, Franco Maria Ricci, 2017
- La gatta, Borges e il foxterrier, Fontanellato, Franco Maria Ricci, 2020
- Piccoli addii, Milano, Adelphi, 2020
- I manoscritti dei morti viventi, Milano, La nave di Teseo, 2023
- Il faraone anguilla, Torino, hopefulmonster editore, 2024

### Saggistica
- Dizionario del libertino: 76 voci di politica, amore, gusto e filosofia, Milano, Mondadori, 1981
- Classic Pursuit. 100 quiz difficili per gente che ha letto molto, Milano, Bompiani, 1995; nuova ed. Milano, Et al., 2013
- Donne da romanzo, Pescara, Le Vespe, 2000
- (con Franco Maria Ricci) Labirinti, Milano, Rizzoli, 2013; 2. ed. aggiornata Milano, Rizzoli, 2015
- Il labirinto di Franco Maria Ricci alla Masone di Fontanellato, a cura di L. Casalis, Fontanellato, Franco Maria Ricci,  2015
- (con Philippe Daverio), Patrizia Comand. La nave dei folli, Fontanellato, Franco Maria Ricci, 2017
- (con Anna Mattirolo e Franco Maria Ricci) Museo di Pangea. Le civiltà immaginarie di Marco Barina, Fontanellato, Franco Maria Ricci, 2018

### Traduzioni e curatele
- Ahmed Ben Bella, Ahmed Ben Bella parla di sé, Milano, Mondadori, 1966
- François Mauriac, Cronache politiche: 1933-1954, Milano, Mondadori, 1968
- Jean Marc Gaspard Itard, Il giovane selvatico, Parma, Franco Maria Ricci, 1970; col titolo Il ragazzo selvaggio, Milano, Anabasi, 1995
- Julio Cortázar, Aloys Zotl : 1803-1887, Parma, F. M. Ricci, 1972
- Marcel Schwob, La crociata dei bambini, Parma, F. M. Ricci, 1972; Milano, SE, 1988
- Vivant Denon, Les amants, Parma, F.M. Ricci, 1973
- Gérard de Nerval, Solimano e la regina del mattino, Parma, F.M. Ricci, 1973; con il titolo La regina di Saba, Milano, Adelphi, 2013
- Honoré de Balzac, Sarrasine, Parma, F.M. Ricci, 1977
- Georges Simenon, Lettera a mia madre, Milano, Adelphi, 1985
- Marguerite Duras, Il dolore, Milano, Feltrinelli, 1985
- Joseph Arthur de Gobineau, La guerra dei turcomanni, Milano, Anabasi, 1994
- De Sade, Justine, ovvero Le disavventure della virtù, Milano, Mondadori, 1994
- Honoré de Balzac, Il colonnello Chabert, Milano, Anabasi, 1995
- André Malraux, Picasso : il cranio di ossidiana, Milano, Abscondita, 2001
- Roland Barthes, Arcimboldo, Milano, Abscondita, 2005
- Paul Valéry, Goethe : spirito europeo, Palermo, Novecento, 2006
- Emil Cioran, Antologia del ritratto: da Saint-Simon a Tocqueville, trad. e cura, Milano, Adelphi, 2017